# 黑風姥姥
〈黑風姥姥〉（英語：Sky Witch）是《探險活寶》第五季的第29集。在卡通頻道2013年7月29日播出。在這一集裡，艾薇爾找泡泡糖公主的幫助，以便跟蹤黑風姥姥，艾薇爾的前男友艾許賣艾薇爾心愛的毛絨動物小波給黑風姥姥。只有泡泡糖用艾薇爾給她珍貴的搖滾襯衫換回，才能夠讓小波團聚。